# Pronophila timanthes
Pronophila timanthes är en fjärilsart som beskrevs av Osbert Salvin 1871. Pronophila timanthes ingår i släktet Pronophila och familjen praktfjärilar. Inga underarter finns listade i Catalogue of Life.